# بيت الاصلع (أفلح اليمن)

تعديل مصدري - تعديل

بيت الاصلع هي إحدى قرى عزلة جياح بمديرية أفلح اليمن التابعة لمحافظة حجة، بلغ تعداد سكانها 830 نسمة حسب تعداد اليمن لعام 2004.